# Aquilinia
Aquilinia-Stramare (in sloveno Žavlje-Štramar) è una frazione del comune di Muggia.
Situata sulla sponda nord-orientale della baia di Muggia in prossimità della foce dell'Ospo, la località, in corrispondenza della Punta Stramare, era già abitata in tempi protostorici.
Il nome Aquilinia identifica più propriamente l'abitato sviluppatosi negli anni Trenta del XX secolo vicino agli impianti petrolchimici della zona.
È raggiunta dalla strada statale 15 Via Flavia (SS 15), arteria molto trafficata fino ai primi anni Duemila.

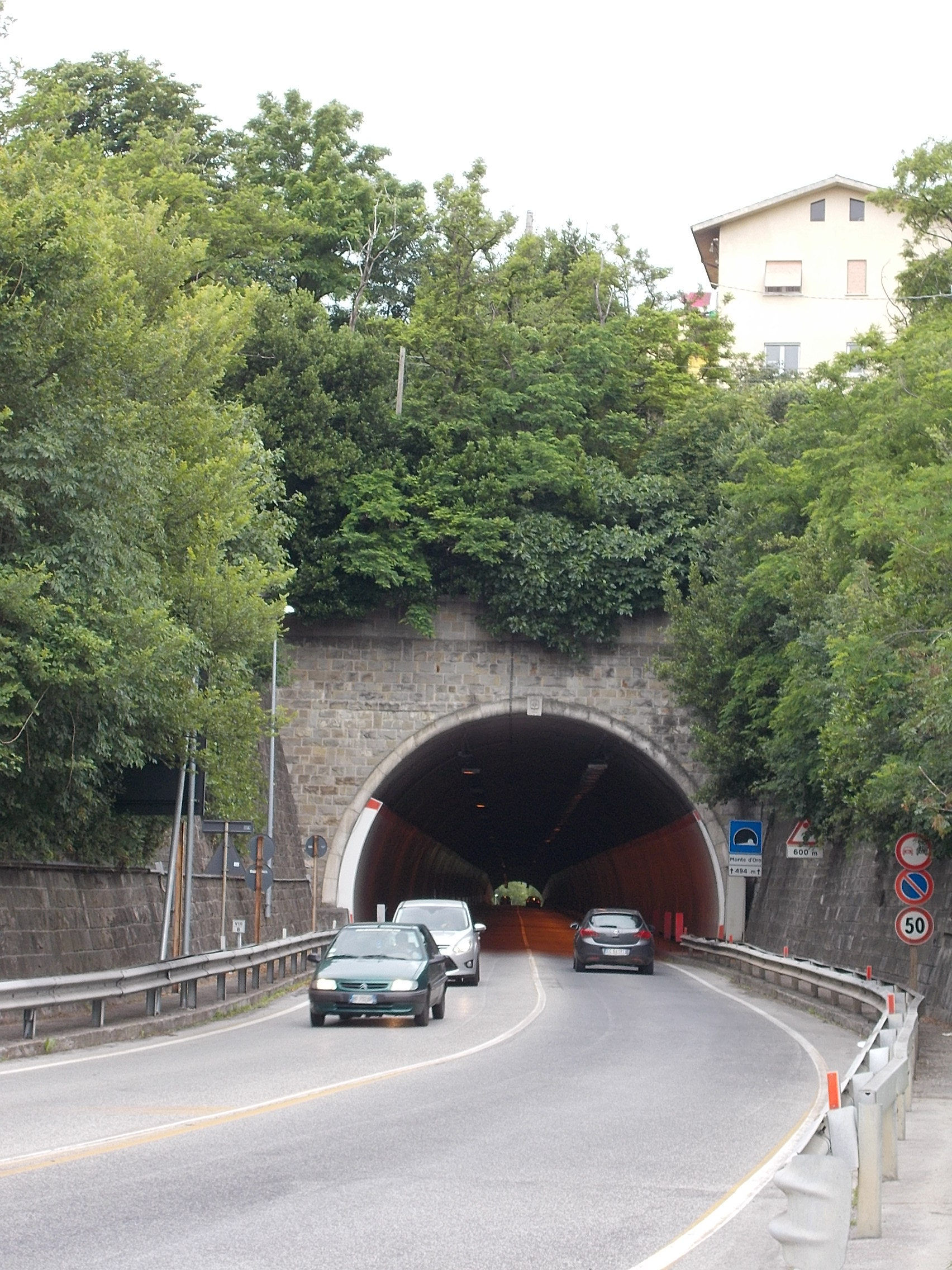
La SS15 all'altezza della galleria di Monte D'oro

## Storia

### Età antica
La località di Stramare costituisce un punto di notevole interesse archeologico. In età remota nell'area, collocata sulla sponda del mare non lontano dalla foce dell'Ospo, doveva esistere uno stanziamento di proto-Istri. Numerose campagne di scavo, condotte a partire dagli anni Trenta del Novecento, hanno portato alla luce grossi blocchi di pietra a formare un molo, tessere di mosaico, ceramiche, anfore, tegole, lucerne, intonaci policromi e monete dall'età Augusto a quella di Valentiniano, indicative della presenza di un insediamento stabile dal I secolo avanti Cristo al IV secolo. Verosimilmente dovevano esistere in loco una villa e una non ben definita attività artigianale che, secondo analisi di laboratorio sui reperti, doveva servirsi di elevate temperature. 
L'approdo, semisommerso, è ancora visibile nel mare: un tempo il luogo si chiamava Molòn o peschiera di Molòn. È probabile che vi fossero fitti contatti tra questo scalo e quello di Aquileia, come dimostra il rinvenimento di molta ceramica con i bolli delle officine aquileiesi.
Secondo alcune ipotesi (Piani 1981) punta Stramare funse da approdo per le navi del console Manlio Vulsone durante le guerre contro gli Istri.

### Età contemporanea
Tra il 1936 e il 1937 nella località furono costruiti gli impianti della Raffineria Aquila. Benito Mussolini visitò lo stabilimento il 18 settembre 1938 e sottoscrisse la proposta di dare
il nome Aquilinia al villaggio che si stava costruendo per gli operai.
La chiusura dello stabilimento fu decretata il 19 settembre 1987.